# Tamaulipas
Tamaulipas er en delstat i det nordøstlige Mexico. Mod syd deler den grænse med den mexicanske stat Veracruz, mod sydvest San Luis Potosí og mod vest Nuevo Leon. Mod øst ligger den Mexicanske Golf og mod nord Texas i USA. I 2000 havde Tamaulipas et anslået indbygger tal på 2.753.222. Hovedstaden hedder Ciudad Victoria. Andre større byer er Ciudad Madero, Matamoros, Miramar, Nuevo Laredo, Reynosa, Río Bravo og Tampico. ISO 3166-2-koden er MX-TAM.

## Historie
Den første permanente spanske bosættelse i området var Tampico i 
1554. Det nutidige Tamaulipas blev en separat provins i Nyspanien i 
1746 med navnet Nuevo Santander.